# Gouvernement van Acker IV
Royaume de Belgique
Van Houtte Eyskens II
Le gouvernement Van Acker IV, du nom de son premier ministre, Achille Van Acker a exercé le pouvoir exécutif en Belgique du 23 avril 1954 au 26 juin 1958. Il était constitué de socialistes et de libéraux.
Les élections législatives de 1954 voient la victoire des socialistes et des libéraux. Les communistes perdent la moitié de leurs sièges et une bonne partie de leur influence. Les sociaux-chrétiens, seuls au pouvoir sous la législature précédente, perdent également leur majorité absolue. Les socialistes et les libéraux forment un nouveau gouvernement, dirigé par Achille Van Acker, reléguant les sociaux-chrétiens dans l'opposition. 
La deuxième guerre scolaire, en cours depuis 1950, a motivé la mise en place d'une coalition entre socialistes et libéraux excluant les sociaux-chrétiens. Dès les premières semaines, le gouvernement réduit les subventions à l'enseignement libre et démissionne 110 professeurs diplômés de l'enseignement libre (Pierre Harmel, ministre sortant de l'Instruction publique, parlera de "purge idéologique"). Une première manifestation de soutien à l'enseignement libre a lieu le 26 mars 1955 ; plus de 100 000 personnes y participent, dont les leaders du PSC-CVP. De nombreuses manifestations du même type ont lieu en 1955. Celle du 10 juillet 1955 rassemble 250 000 personnes ; une pétition rassemblant 2 197 209 signatures est remise à Baudouin le même jour. Le social-chrétien Théo Lefèvre appellera même au sabotage économique en appelant à retirer son argent de la Caisse d'Épargne. Le 18 mai 1958, une nouvelle manifestation contre la politique du gouvernement rassemble encore 200 000 personnes.  
Le rejet du traité de la Communauté européenne de défense par la France entraîne l'échec de la mise en place d'une Europe politique. La mise en place d'un Marché commun européen est alors envisagée, mais le Royaume-Uni refuse d'en entendre parler tandis que la France insiste pour qu'il y ait une harmonisation sociale vers le haut. L'implication des colonies fait également polémique en Belgique, le Congo étant largement considéré comme la chasse gardée de sa métropole. L'abandon partiel de souveraineté des États mentionné est à l'origine refusé par Baudouin et Van Acker ; finalement, le 25 mars 1957, Paul-Henri Spaak signe le traité de Rome mettant en place la Communauté économique européenne (CEE) et la Communauté éuropéenne de l'énergie atomique (CEEA). En janvier 1958, la Belgique préside le premier Conseil de la CEE ; Bruxelles, qui ne devait à l'origine accueillir les institutions européennes qu'à titre provisoire pour 6 mois, devient le siège des institutions européennes.

## Composition
| Fonction                                             | Titulaire | Titulaire               | Parti   | Langue         |
| ---------------------------------------------------- | --------- | ----------------------- | ------- | -------------- |
| Premier ministre                                     |           | Achille van Acker       | PSB-BSP | Néerlandophone |
| Ministre des communications                          |           | Edward Anseele jr. (nl) | PSB-BSP | Néerlandophone |
| Ministre des classes moyennes                        |           | Oscar Bossaert          | PL-LP   | Néerlandophone |
| Ministre des colonies                                |           | Auguste Buisseret       | PL-LP   | Francophone    |
| Ministre de l'instruction publique                   |           | Léo Collard             | PSB-BSP | Francophone    |
| Ministre de la santé publique et de la famille       |           | Edmond Leburton         | PSB-BSP | Francophone    |
| Ministre de l'agriculture                            |           | René Lefebvre           | PL-LP   | Francophone    |
| Ministre des finances                                |           | Henri Liebaert          | PL-LP   | Néerlandophone |
| Ministre de la justice                               |           | Albert Lilar            | PL-LP   | Néerlandophone |
| Ministre des affaires économiques                    |           | Jean Rey                | PL-LP   | Francophone    |
| Ministre des affaires étrangères                     |           | Paul-Henri Spaak        | PSB-BSP | Francophone    |
| Ministre de la défense nationale                     |           | Antoon Spinoy           | PSB-BSP | Néerlandophone |
| Ministre du travail et de la prévoyance sociale      |           | Léon-Éli Troclet        | PSB-BSP | Francophone    |
| Ministre des travaux publics et de la reconstruction |           | Adolphe Van Glabbeke    | PL-LP   | Néerlandophone |
| Ministre de l'intérieur                              |           | Pierre Vermeylen        | PSB-BSP | Néerlandophone |
| Ministre du commerce extérieur                       |           | Victor Larock           | PSB-BSP | Francophone    |

## Remaniements
14 janvier 1955
- Omer Vanaudenhove succède à Adolphe Van Glabbeke, ministre démissionnaire des travaux publics et de la reconstruction

13 février 1956
- Léon Mundeleer succède à Oscar Bossaert, décédé, comme ministre des classes moyennes

13 mai 1957
- Victor Larock, succède Paul-Henri Spaak, ministre démissionnaire des affaires étrangères
- Hendrik Fayat (PSB) succède à Victor Larock comme ministre du commerce extérieur

27 janvier 1958
- Roger Motz (libéral) succède à Jean Rey, ministre démissionnaire des affaires économiques.